# Sint-Dionysiuskerk (Asel)
De Sint-Dionysiuskerk is een klein middeleeuws kerkgebouw in het dorpje Asel in het Landkreis Wittmund in Duitsland. Het is een kleine zaalkerk, volledig opgetrokken uit granietblokken. Naast de kerk staat een losstaande klokkentoren uit de zeventiende eeuw.
De kerk werd rond 1200 gebouwd op de warft van Asel. Oorspronkelijk is het gebouw groter geweest, maar een deel werd in 1825 afgebroken. De huidige kerk meet  22 meter bij 11 meter, en is daarmee een van de kleinste kerken in Oost-Friesland. In de zijmuren zijn kleine hoge rondboogvensters aangebracht. In de rechte koorsluiting staan twee iets grotere rondboogvensters.
De klokkentoren heeft een voorganger gehad. De huidige toren is in 1661 in baksteen opgetrokken. In de toren hangt een luidklok uit 1454.